# Hérard Abraham
Hérard Abraham (Puerto Príncipe, 28 de julio de 1940-24 de agosto de 2022) fue un militar y político haitiano que se desempeñó como presidente de Haití desde el 10 de marzo de 1990 hasta el 13 de marzo de 1990.

## Biografía
Abraham se alistó en el ejército haitiano cuando era joven. Se elevó al rango de teniente general y se convirtió en uno de los pocos miembros del ejército pertenecientes al círculo íntimo del presidente Jean-Claude Duvalier. Abraham apoyó, no obstante, el golpe de Estado de 1986 contra Duvalier, y se desempeñó como ministro de Asuntos Exteriores de su sucesor Henri Namphy desde 1987 hasta 1988. Se convirtió en presidente interino de Haití el 10 de marzo de 1990 después de protestas callejeras que obligaron al presidente Prosper Avril al exilio. Renunció al poder tres días después, convirtiéndose en el único líder militar en Haití durante el siglo XX en renunciar al poder voluntariamente. En enero de 1991, en su calidad de Comandante en Jefe de las Fuerzas Armadas, Abraham ayudó a aplastar un intento de golpe de Estado contra la presidenta provisional Ertha Pascal-Trouillot.
En 1991, Abraham se retiró del ejército y se mudó a los Estados Unidos. Se instaló en Miami, Florida y se retiró de la vida pública. Vivía cerca de otro expolítico haitiano, Gérard Latortue, quien más tarde se convertiría en primer ministro de Haití. En febrero de 2004, Abraham hizo un discurso por radio desde Florida pidiendo la renuncia del presidente Jean-Bertrand Aristide.
Después del exilio forzado de Aristide del país, se necesitaba formar un nuevo gobierno. Latortue finalmente fue elegido para el cargo de primer ministro bajo la presidencia interina de Boniface Alexandre, e invitó a Abraham a regresar a Haití y convertirse en ministro del Interior. Abraham aceptó y desempeñó el cargo desde marzo de 2004 hasta el 31 de enero de 2005, cuando fue nombrado ministro de Relaciones Exteriores. Ocupó ese puesto hasta el 9 de junio de 2006.